# Kumar Pallana
Kumar Valavhadas Pallana, más conocido como Kumar Pallana (23 de diciembre de 1918-10 de octubre de 2013) fue un actor indio. Se le reconoce mayormente por sus múltiples contribuciones con el director de cine Wes Anderson.

## Biografía

### Primeros años

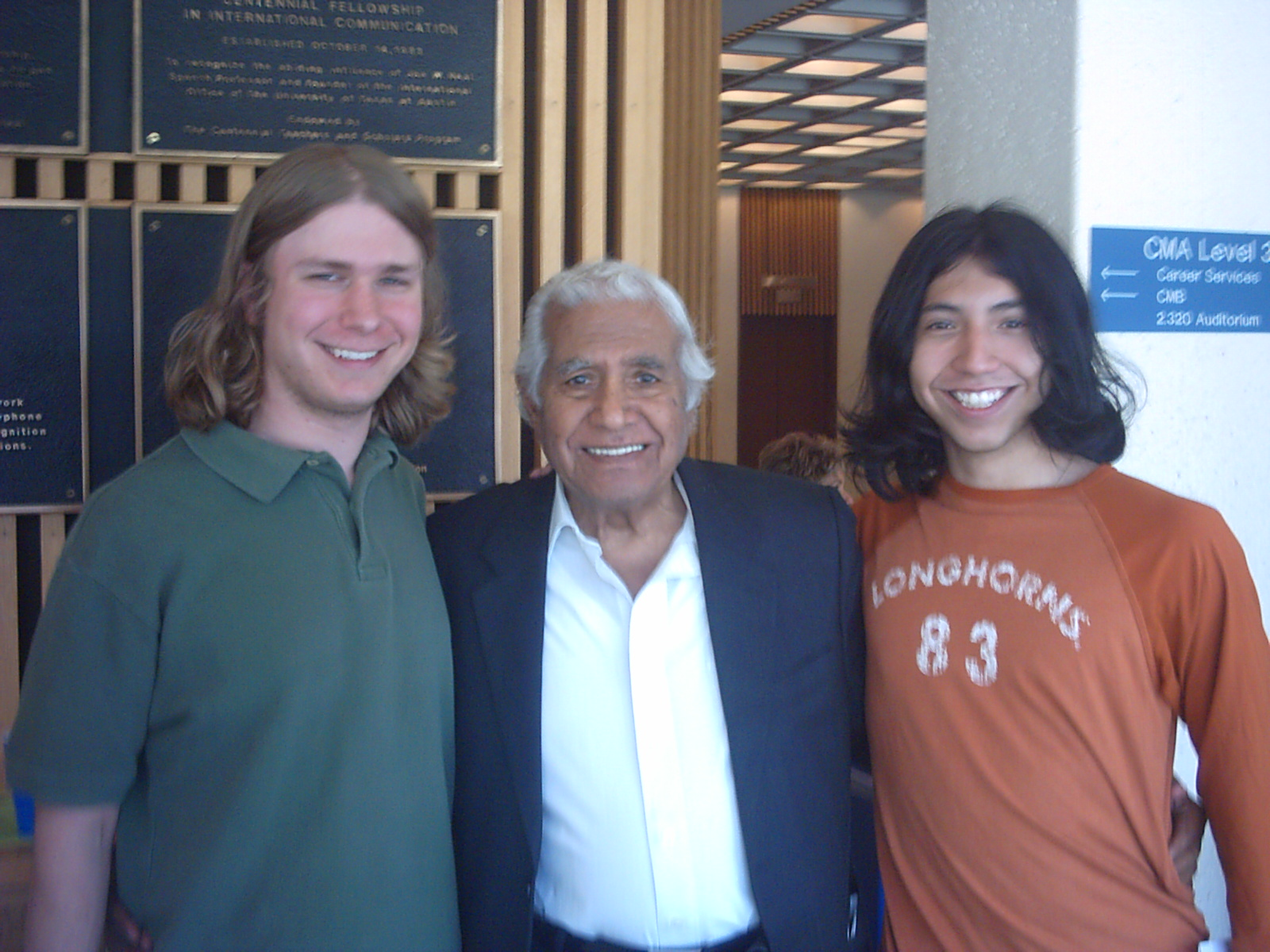
Kumar Pallana, junto a dos fanáticos en el 2007.

Nació el 23 de diciembre de 1918 en la India. Comenzó como malabarista y cantante, actuando en pequeñas comunidades indígenas de toda África. En 1946 decidió llevar su espectáculo a Estados Unidos donde, con el tiempo, aparecería en programas de televisión como Mickey Mouse Club y Captain Kangaroo. Recorrió clubes nocturnos de Las Vegas, París y Beirut con su espectáculo llamado "Kumar de la India", que combinaba magia, trucos de cuerda y comedia.

### Carrera
Trabajó como encargado del Cosmic Cup Coffee shop (ahora Cosmic Cafe), en Dallas (Texas), Pallana ganó mucho reconocimiento al hacerse muy buen amigo del director de cine Wes Anderson, con quien trabajó en películas como Bottle Rocket, Rushmore, The Royal Tenenbaums y The Darjeeling Limited, y al cual conoció en un café. Además de participar en películas de directores reconocidos como Steven Spielberg y Danny DeVito, entre otros.

### Vida privada
Fue esposo de Ranjana Jethwa y padre del también actor Dipak Pallana y de Sandhya Pallana. Falleció el 10 de octubre de 2013 a los 94 años de edad.

## Filmografía
| Año  | Película               | Personaje                  | Director             | Notas               |
| ---- | ---------------------- | -------------------------- | -------------------- | ------------------- |
| 2012 | Heavy Hands            | El Secretario              | Sean Williamson      |                     |
| 2011 | Another Earth          | Pardeep                    | Mike Cahill          |                     |
| 2011 | Campus Radio           | Yogi                       | Aaron James Sorensen |                     |
| 2010 | Anjaana Anjaani        | Guardacosta                | Siddharth Anand      |                     |
| 2009 | Today's Special        | Shah                       | David Kaplan         |                     |
| 2007 | The Darjeeling Limited | Anciano en el tren         | Wes Anderson         |                     |
| 2006 | 10 Items or Less       | Lee                        | Brad Silberling      |                     |
| 2005 | RevoLOUtion            | Kumar                      |                      |                     |
| 2005 | Romance & Cigarettes   | Da Da Kumar                | John Turturro        |                     |
| 2004 | The Terminal           | Gupta Rajan                | Steven Spielberg     |                     |
| 2003 | Duplex                 | Dueño de restaurante indio | Danny DeVito         |                     |
| 2002 | Bomb the System        | Kumar Baba                 | Adam Bhala Lough     |                     |
| 2001 | The Royal Tenenbaums   | Pagoda                     | Wes Anderson         |                     |
| 1998 | Rushmore               | Sr. Littlejeans            | Wes Anderson         |                     |
| 1996 | Bottle Rocket          | Kumar                      | Wes Anderson         |                     |
| 1961 | Captain Kangaroo       | Kumar de la India          |                      | Serie de televisión |
| 1956 | Mickey Mouse Club      | Kumar de la India          |                      | Serie de televisión |